# Paul Johnson (Eishockeyspieler)
Paul Herbert Johnson (* 18. Mai 1937 in West St. Paul, Minnesota; † 17. Juli 2016 in Hopkins, Minnesota) war ein US-amerikanischer Eishockeyspieler. Bei den Olympischen Winterspielen 1960 gewann er als Mitglied der US-amerikanischen Nationalmannschaft die Goldmedaille.

## Karriere
Paul Johnson begann seine Karriere als Eishockeyspieler im Amateurbereich und spielte zwischen 1954 und 1960 für die Amateurmannschaften St. Paul Saints, Rochester Mustangs, St. Paul Koppys und Green Bay Bobcats. Von 1958 bis 1960 nahm er zudem mit dem Team USA an dessen Olympiavorbereitung teil. Zur Saison 1960/61 wurde der Flügelspieler von den St. Paul Saints aus der professionellen International Hockey League verpflichtet. Die folgenden beiden Jahre verbrachte er bei deren Ligarivalen Minneapolis Millers. Mit den Millers scheiterte er in der Saison 1962/63 erst im Playoff-Finale um den Turner Cup an den Fort Wayne Komets. Zur Saison 1963/64 schloss er sich den Waterloo Black Hawks aus der damals noch als Amateurliga fungierenden United States Hockey League an. In der Saison 1964/65 trat er für die Des Moines Oak Leafs aus der IHL an, mit denen er ebenfalls erst im Turner-Cup-Finale den Fort Wayne Komets unterlag. Bei den Oak Leafs begann er auch die folgende Spielzeit, ehe er zu den Waterloo Black Hawks in die USHL zurückkehrte, in der er bis zu seinem Karriereende 1973 im Alter von 36 Jahren auf dem Eis stand. 2001 wurde er in die United States Hockey Hall of Fame aufgenommen.

### International
Für die USA nahm Johnson an den Olympischen Winterspielen 1960 in Squaw Valley und 1964 in Innsbruck teil. Bei den Winterspielen 1960 gewann er mit seiner Mannschaft die Goldmedaille. Zudem stand er im Aufgebot seines Landes bei den Weltmeisterschaften 1958, 1959 und 1961.

## Erfolge und Auszeichnungen
- 1960 Goldmedaille bei den Olympischen Winterspielen
- 2001 Aufnahme in die United States Hockey Hall of Fame